# Capimassa
Il nome di Capimassa, o più esattamente di Capo-massa, descrive capitani di bande armate, spesso composte da fuorilegge, che combatterono una guerra partigiana sia contro la Repubblica Napoletana e, in un secondo momento, contro il Regno di Napoli del re Giuseppe Bonaparte. 
L'organizzazione militare dei rivoltosi al regno di Giuseppe Bonaparte affiancava alle ex truppe regolari del Regno di Napoli rimaste fedeli ai Borbone, battaglioni di miliziani di fanteria leggera, detti "Masse", truppe di partigiani irregolari capeggiate dai cosiddetti capimassa. Il nome "Masse" (in francese anche "Massistes") veniva usato sia dai Borbone, che dai loro alleati britannici e dai loro avversari francesi, che li consideravano dei briganti. La maggior parte dei combattenti di queste bande, spesso di umili origini e detti lazzaroni, frequentemente infatti si davano a furti e saccheggi nei territori attraversati. 
I capimassa e i massisti, tramite azioni di brigantaggio, portarono a lungo avanti un conflitto partigiano, con tattiche di guerriglia, causando notevoli problemi agli occupatori napoleonici, abituati ad agire in territori completamente in loro controllo. 
Uno dei capimassa più noti fu Fra Diavolo, reso famoso da Victor Hugo, che ne raccontò la cattura da parte di suo padre, il generale Joseph Hugo, ma diversi altri sono presenti nelle cronache del tempo, come Giovanni Battista De Micheli, Ridolfo Mirabelli e Giuseppe Pronio. 